# Nobutoshi Canna
Nobutoshi Canna (jap. 神奈 延年 Kanna Nobutoshi), właściwie Nobutoshi Hayashi (jap. 林 延年 Hayashi Nobutoshi; ur. 10 czerwca 1968 w Tokio) – japoński seiyū, aktor dubbingowy, narrator i piosenkarz związany z agencją Aoni Production.

## Wybrane role

### Anime
- 1992: Shin-chan –
  - Lunch Shop TV,
  - Royan Soup
- 1993: Nowe przygody Calineczki – Książę Cieni
- 1993: Slam Dunk –
  - Tetsushi Shiozaki,
  - Kentarou Ishii,
  - Yuji Okusu,
  - Ichiro Kanso,
  - Hiroshi Takatsu,
  - Mitsuru Nagano
- 1993: Piłka w grze – Kenji Shiraishi
- 1994: Kapitan Jastrząb –
  - Takashi Sugimoto (Koji Yoshikawa),
  - Tadashi Shiroyama
- 1995: Maluda – Katsuya Tojo
- 1995: Tajemnica przeszłości – Tasuki
- 1996: Detektyw Conan – Jinpei Matsuda
- 1996: Kidō Shinseiki Gundam X – Pernod
- 1996: Zapiski detektywa Kindaichi –
  - Ryūnosuke Tatsumi,
  - Takeshi Jinma
- 1998: Kronika wojny na Lodoss – Paan
- 2000: Hajime no Ippo – Yusuke Oda
- 2000: InuYasha – Hiten
- 2001: Król szamanów –
  - Lee Pyron,
  - Muscle Punch
- 2002: Tokyo Mew Mew – Pie
- 2002: Naruto – Kabuto Yakushi
- 2003: Planetes – Leonov Norushutin
- 2003–2004: Sonic X – Knuckles the Echidna
- 2004: Transformerzy: Wojna o Energon –
  - Inferno,
  - Sixshot
- 2004: Keroro gunsō – Sato
- 2004: Samurai Champloo – Kinugasa
- 2004: Bleach – Nnoitra
- 2004: tactics – Seiichi
- 2004: Yu-Gi-Oh! GX – Kagemaru
- 2004: Beast Machines – Nightscream
- 2006: Fate/stay night – Lancer/Cú Chulainn
- 2006–2007: Colourcloud Palace – Yūshun Tei
- 2007–2016: Naruto Shippūden – Kabuto Yakushi
- 2007: Zombie Loan – Yurii
- 2007: Baccano! – Ronnie Sukiato
- 2008: Itazura na Kiss – Keita Kamogari
- 2008: Soul Eater – Giriko
- 2008: Junjō Romantica – Nowaki Kusama
- 2008: Jigoku shōjo – Yukihiko Kikuchi
- 2008: Junjō Romantica 2 – Nowaki Kusama
- 2010: Giant Killing – Mochida
- 2012: Smile Pretty Cure! – Genji Midorikawa
- 2012: Little Busters! – Masato Inohara
- 2012: Initial D: Fifth Stage – Kai Kogashiwa